# Stance
Stance (cyr. Станце) – wieś w Serbii, w okręgu pczyńskim, w mieście Vranje. W 2011 roku liczyła 82 mieszkańców.